# Airyantha borneensis
Airyantha borneensis är en ärtväxtart som först beskrevs av Daniel Oliver, och fick sitt nu gällande namn av Richard Kenneth Brummitt. Airyantha borneensis ingår i släktet Airyantha och familjen ärtväxter. Inga underarter finns listade i Catalogue of Life.